# El Cantón de San Pablo
El Cantón de San Pablo é um município da Colômbia, localizado no departamento de Chocó.